# Winifred Holtby
Winifred Holtby (Rudston, 23 de juny de 1898 – Londres, 29 de setembre de 1935) va ser una periodista i novel·lista anglesa, una escriptora política, com ella mateixa es definí, coneguda sobretot per la seva novel·la South Riding, que es va publicar pòstumament el 1936.

## Biografia

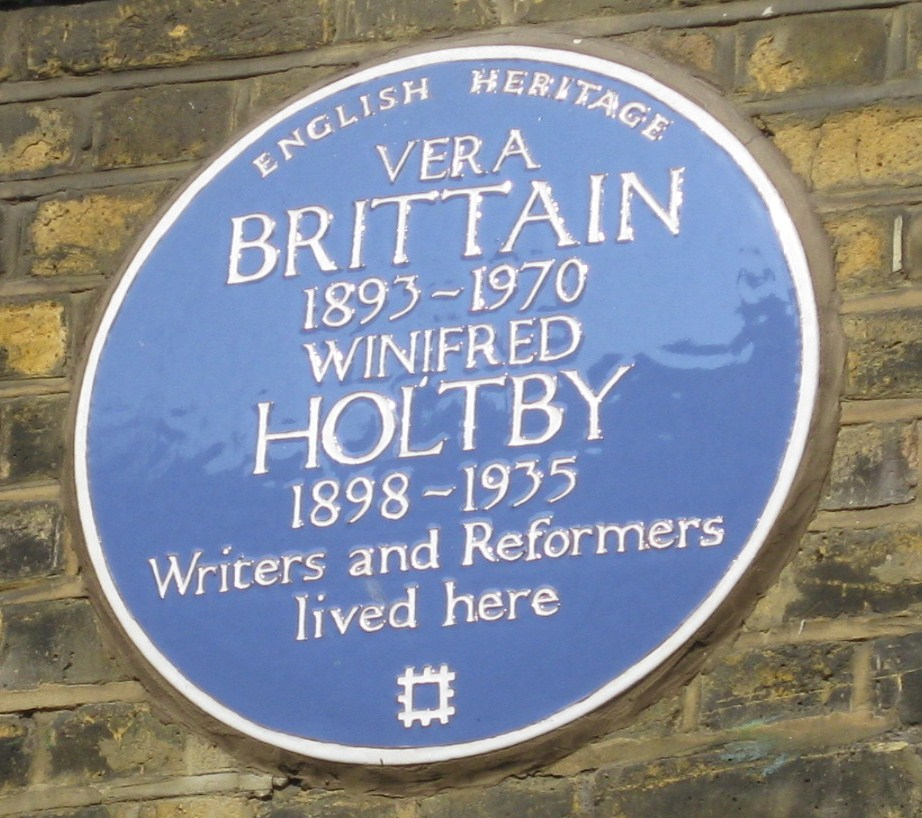
Placa en el número 52 de Doughty Street, Londres

Holtby va néixer en el si d'una pròspera família de grangers al poble de Rudston, Yorkshire. El seu pare es deia David Holtby i la seva mare, Alice Winn, va ser la primera regidora al consell del comtat de l'East Riding de Yorkshire. Winifred Holtby va ser educada a casa amb una institutriu i a la Queen Margaret's School d'Scarborough. Encara que va passar l'examen per ingressar al Somerville College, Oxford, el 1917, va preferir unir-se al Cos Auxiliar de l'Exèrcit de Dones (WAAC, Women's Army Auxiliary Corps) a principis de l'any 1918, fins al final de la Primera Guerra Mundial.
El 1919 va tornar a casa i estudià a la Universitat d'Oxford, on va conèixer Vera Brittain, més tard autora de Testament de joventut, de qui va ser amiga durant la resta de la seva vida. Altres contemporànies literàries en el Somerville College van ser Hilda Reid, Margaret Kennedy i Sylvia Thompson. Després de graduar-se a Oxford, el 1921, Winifred i Vera es van traslladar a Londres, confiant a establir-se com a escriptores (la placa blava en el número 52 de Doughty Street així ho recorda).

## Novel·lista i periodista
Les primeres novel·les de Holtby –Anderby Wold (1923), The Crowded Street (1924) (reeditada el 2008, després de ser emesa en una sèrie de deu capítols a la BBC Radio 4) i The Land of Green Ginger (1927)– van tenir un èxit moderat. La fama de Holtby prové principalment del seu treball com a periodista: va ser prolífica i al llarg de la dècada i mitja següent va escriure per a més de 20 periòdics i revistes, incloent el periòdic feminista Time and Tide i el Manchester Guardian. Va escriure una columna setmanal per a la revista sindical The Schoolmistress.
La seva obra en aquesta època inclou dues novel·les, Poor Caroline (1931), Mandoa! Mandoa! (1933), el primer estudi crític de Virginia Woolf (1932),Women and a Changing Civilization (Dones i una civilització canviant, 1934), una recerca feminista amb observacions que encara avui són rellevants, i un volum de contes, Truth is Not Sober (1934).
Holtby va ser, juntament amb Brittain, una ardent feminista, socialista i pacifista. Va fer discursos per la Unió de la Societat de Nacions i va ser membre del grup feminista Six Point Group. Va ser activa en el Partit Laborista Independent i va fer una intensa campanya per la sindicació dels treballadors negres a Sud-àfrica, durant la qual va tenir considerable contacte amb Leonard Woolf.
Després que Brittain es casés el 1925 amb George Catlin, Holtby va compartir la casa de la seva amiga a Nevern Place i després, en el número 19 de Glebe Place, a Chelsea; Catlin es va ressentir de l'estreta amistat de la seva esposa amb Holtby, que malgrat tot es va convertir en tia adoptiva dels dos fills de Brittain, John i Shirley (baronessa Shirley Williams).
Holtby va començar a patir tensió alta, maldecaps recurrents i defalliment, i el 1931 li van diagnosticar la malaltia de Bright, una afecció renal. El seu metge li va donar només dos anys de vida. Conscient de la seva propera mort, Holtby va posar l'energia que li quedava en el que seria el seu llibre més important, South Riding.
Winifred Holtby va morir el 29 de setembre de 1935, als 37 anys. Holtby va ser enterrada en el cementiri de Tots els Sants a Rudston, East Yorkshire, just a uns centenars de metres de la casa en la qual havia nascut. En l'epitafi figuren les seves paraules «God give me work till my life shall end and life till my work is done» («Que Déu em doni feina fins que acabi la meva vida, i vida fins a acabar la feina»). Mai es va casar, encara que va tenir una relació poc satisfactòria amb un home anomenat Harry Pearson, que li va proposar matrimoni en el seu llit de mort.

## Obres
A més de la seva feina com a periodista, Holtby va escriure 14 llibres, incloses sis novel·les; dos volums de contes; l'estudi crític de Virginia Woolf (1932) i Women and a Changing Civilization (Dones i una civilització canviant, 1934), una història del feminisme escrita en un moment de transició en la lluita per l'alliberament de les dones. Va escriure també poesia, incloent poemes sobre el germà mort de Vera Brittain, Edward.
Holtby és recordada sobretot per la seva novel·la South Riding, editada per Vera Brittain i publicada pòstumament al març de 1936, que va rebre grans lloances per part de la crítica. El llibre va guanyar el James Tait Black Memorial Prize de l'any 1936 i mai ha deixat de publicar-se. El 1938 va ser convertida en pel·lícula, dirigida per Victor Saville, el 1974 va ser adaptada per Stan Barstow per a Yorkshire Television i el 2011 BBC One va produir una dramatització en tres capítols per a Andrew Davies. Hi ha hagut també diverses adaptacions a la ràdio, la més recent per a BBC Radio 4 el 2005.
Robert Barnard esmenta South Riding com un exemple d'un gènere dels anys trenta en el qual els escriptors intentaven lúcidament acostar-se als lectors, «de vegades mitjançant la recreació en termes moderns de la novel·la victoriana del tipus baggy monster, atiborrada de personatges i arguments deslligats i absurds». Al costat de South Riding cita Angel Pavement, de J. B. Priestley.

## Llegat i memòria
Vera Brittain va escriure sobre la seva amistat amb Holtby en el seu llibre Testament of Friendship (Testament d’amistat, 1940) i el 1960 va publicar una edició censurada de la seva correspondència. Les seves cartes, juntament amb molts dels altres papers de Holtby, van ser donats el 1960 a la Biblioteca central de Hull, a Yorkshire, i actualment es conserven al Centre d'Història de Hull. Altres papers estan a la biblioteca Bridlington de Yorkshire, a la biblioteca de la Universitat McMaster, al Canadà, i a la Universitat de Ciutat del Cap, a Sud-àfrica. Una biografia escrita per Marion Shaw de Holtby, titulada The Clear Stream, es va publicar el 1999 i beu d'una àmplia varietat de fonts.
El 1967, la Royal Society of Literature va instituir el Premi memorial Winifred Holtby per a la millor novel·la regional de l'any. El 2003 va ser incorporat al premi Ondaatje.
En record seu porta el seu nom la Winifred Holtby Academy, una escola secundària coeducativa situada a la zona de Bransholme de Kingston upon Hull, a l'Est Riding of Yorkshire, a Anglaterra.